# Osnovna šola Simona Kosa Podbrdo
Osnovna šola Simona Kosa Podbrdo je osnovna šola v Podbrdu. 
Šola pokriva območje zgornje Baške grape. Šolski okoliš obsega naselja: 
- Bača pri Podbrdu,
- Grahovo ob Bači,
- Grant,
- Hudajužna,
- Kal,
- Koritnica,
- Kuk,
- Obloke,
- Petrovo Brdo,
- Podbrdo,
- Podporezen (razen št. 6),
- Porezen,
- Rut,
- Stržišče,
- Trtnik,
- Zakojca in
- Znojile.

Šola nosi ime po tigrovcu Simonu Kosu. Šolo vodi Polona Kenda.
Šoli je pridružen tudi vrtec.